# 那須資永
那須 資永（なす すけなが）は、室町時代後期から戦国時代にかけての武将。那須氏（上那須家）16代当主。

## 略歴
結城政朝（義永）の次男として誕生。
那須氏15代当主・那須資親の娘を娶り婿養子となる。後に養父・資親に実子・山田資久が生まれると、資親は資久に跡を継がせるよう遺言を残したため、後継者争いが勃発。永正11年（1514年）、資久を捕らえ殺害したが、居城を下那須家の那須資房や大田原資清らに攻められ自害した。これにより上那須家は断絶することになる。